# Talent (eenheid)
Een talent (Latijn: talentum, van Oudgrieks: τάλαντον/tálanton, gewicht) was in de oudheid een gewichtseenheid en een valuta-eenheid.
Een Grieks of Attisch talent was 26 kilogram, een Romeins talent was 32,3 kilogram, een Egyptisch talent was 27 kilogram en een Babylonisch talent was 30,3 kilogram. De Hebreeën en andere volken in de Levant namen de Babylonische standaard over, maar pasten deze later aan. De Grieken, Babyloniërs, Sumeriërs en Hebreeën verdeelden een talent in 60 mina. De Romeinen verdeelden een talent in 100 libra, de Egyptenaren in 80 libra. Een Romeinse libra was exact evenveel als driekwart Griekse mina.
Een talent was bij de Grieken en Joden in de oudheid ook een gewicht aan goud of zilver en daarmee een valuta-eenheid. In het Nieuwe Testament van de Bijbel is deze gelijk aan 34,2 kilogram. In het oude Griekenland was een talent gelijk aan 60 mina of 6000 drachmen. Een zilveren talent kwam overeen met veertien jaarlonen van een arbeider.